# Kamenz
Kamenz (tiếng Sorb Kamjenc) là một thành phố nằm trong vùng lịch sử Lusatia ở phía đông bang Sachsen, Đức. Thành phố có dân số 18.243 người và thuộc huyện Bautzen. Thành phố này cách Dresden 40 km (25 dặm) về phía đông bắc và thủ phủ của huyện là Bautzen khoảng 30 km (19 dặm) về phía tây bắc.
Nhà thơ và nhà triết học Gotthold Ephraim Lessing sinh ra ở Kamenz, và tên tội phạm Bruno Hauptmann cũng sinh ra ở thành phố này.